# نعنوع الدلوع
نعنوع الدلوع مسلسل رسوم متحركة أمريكي عرض لأول مره في 12 سبتمبر 1987 واستمر عرضه حتى 19 ديسمبر 1987 . تمت دبلجة المسلسل للغة العربية .

## روابط خارجية
- نعنوع الدلوع على موقع IMDb (الإنجليزية)
- نعنوع الدلوع على موقع كينوبويسك (الروسية)
- نعنوع الدلوع على موقع ألو سيني (الفرنسية)
- نعنوع الدلوع على موقع قاعدة بيانات الفيلم (الإنجليزية)
- My Pet Monster page at Toonopedia